# Cauca
Cauca (španělsky Río Cauca) je řeka v Kolumbii. Je to levý přítok Magdaleny. Je 1350 km dlouhá (podle jiných zdrojů jen 1050 km). Povodí má přibližně rozlohu 80 000 km².

## Průběh toku
Pramení v jižní části Centrální Kordillery a rychle klesá do široké (až 46 km) a hluboké tektonické doliny, která odděluje Centrální a Západní Kordilleru. Úseky s množstvím peřejí se střídají s klidnými. Poté, co opustí hory se doširoka rozlévá po Karibské nížině a vytváří průtoky a jezera.

## Vodní režim
Průměrný průtok vody činí 2000 m³/s. Nejvyšší je na jaře a na podzim.

## Využití
Vodní doprava je možná na dvou úsecích od Santiago de Cali do Cartaga a od Santa Fe de Antioquia k ústí.